# Untouchables (album)
Untouchables è il quinto album in studio del gruppo musicale statunitense Korn, pubblicato l'11 giugno 2002 dalla Epic Records e dalla Immortal Records.

## Descrizione
Tra la sua pubblicazione e quella di Issues (1999), il gruppo di Bakersfield (California) ebbe una pausa creativa di tre anni, per problemi di salute del batterista David Silveria. Su Internet circolava già una prima versione di questo album, ma con una copertina diversa e con titoli differenti per le canzoni (tranne che per Here to Stay). A causa di ciò, secondo il frontman Jonathan Davis, si è rivelato un insuccesso commerciale rispetto ai lavori precedenti. La sua produzione fu inoltre molto costosa. Questi eventi costrinsero i Korn a registrare il successivo album in fretta e furia, in modo da poter guadagnarci qualcosa.
Il quinto lavoro dei Korn è anche il primo a presentare una certa contaminazione elettronica, peraltro già accennata nel disco precedente. Le 14 canzoni sono dedicate ai non conformisti, che nel titolo dell'album vengono definiti "intoccabili" (così sono detti i membri della casta minore dell'India).
I singoli estratti da Untouchables sono Here to Stay e Thoughtless, il primo dei quali ha vinto un Grammy Award alla miglior interpretazione metal nel 2003.

## Tracce
1. Here to Stay – 4:31
2. Make Believe – 4:37
3. Blame – 3:51
4. Hollow Life – 4:09
5. Bottled Up Inside – 4:00
6. Thoughtless – 4:32
7. Hating – 5:10
8. One More Time – 4:39
9. Alone I Break – 4:16
10. Embrace – 4:27
11. Beat It Upright – 4:15
12. Wake Up Hate – 3:12
13. I'm Hiding – 3:57
14. No One's There – 9:24 – dopo 0:07 secondi dal termine del brano (4:59–5:06) inizia la traccia fantasma Here to Stay (Dante Ross Remix)

DVD bonus nell'edizione speciale
1. Here to Stay (Live) – 4:18
2. Here to Stay (Music Video Performance Version) – 5:06
3. Thoughtless (Music Video Performance Version) – 4:34
4. Got the Life (Live) – 4:08

## Formazione
- Jonathan Davis – voce
- Fieldy – basso
- James Shaffer – chitarra
- Brian "Head" Welch – chitarra
- David Silveria – batteria

## Classifiche
| Classifica (2002)          | Posizione massima |
| -------------------------- | ----------------- |
| Australia                  | 2                 |
| Austria                    | 2                 |
| Belgio (Fiandre)           | 3                 |
| Belgio (Vallonia)          | 5                 |
| Canada                     | 3                 |
| Danimarca                  | 11                |
| Finlandia                  | 3                 |
| Francia                    | 6                 |
| Germania                   | 1                 |
| Italia                     | 3                 |
| Norvegia                   | 8                 |
| Nuova Zelanda              | 4                 |
| Paesi Bassi                | 13                |
| Regno Unito                | 4                 |
| Regno Unito (rock & metal) | 1                 |
| Stati Uniti                | 2                 |
| Svezia                     | 7                 |
| Svizzera                   | 5                 |